# Resiliencia climática

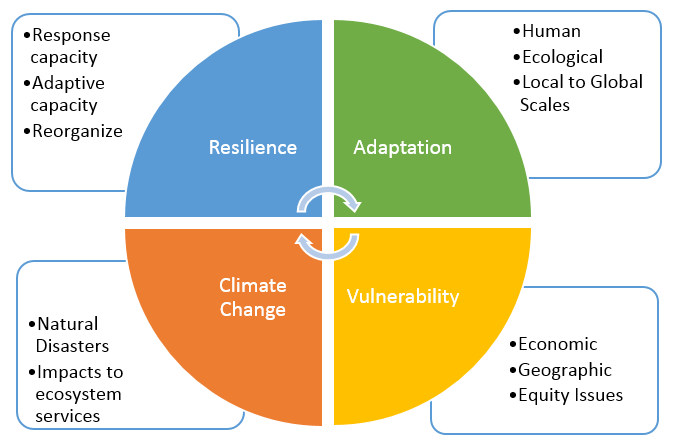
Un gráfico mostrando el inter-conectividad entre cambio de clima, adaptabilidad, vulnerabilidad, y resiliencia.

La resiliencia climática se define como la "capacidad social, económica y de los ecosistemas para hacer frente a un evento peligroso, tendencia o perturbación". Esto se hace "respondiendo o reorganizándose de manera que mantengan su función, identidad y estructura esenciales (así como la biodiversidad en el caso de los ecosistemas) al mismo tiempo que mantienen la capacidad de adaptación, aprendizaje y transformación". l enfoque clave para aumentar la resiliencia climática es reducir la vulnerabilidad climática que las comunidades, los estados y los países tienen actualmente con respecto a los muchos efectos del cambio climático. Actualmente, los esfuerzos de resiliencia climática abarcan estrategias sociales, económicas, tecnológicas y políticas que se están implementando en todas las escalas de la sociedad. Desde la acción de la comunidad local hasta los tratados globales, abordar la resiliencia climática se está convirtiendo en una prioridad, aunque se podría argumentar que una parte significativa de la teoría aún no se ha traducido en la práctica. A pesar de esto, existe un movimiento sólido y en constante crecimiento impulsado por organismos locales y nacionales orientados a construir y mejorar la resiliencia climática. 
La resiliencia climática está relacionada con los esfuerzos de adaptación al cambio climático. Su objetivo es reducir la vulnerabilidad al cambio climático e incluye consideraciones de justicia climática y equidad. Las implementaciones prácticas incluyen infraestructura resiliente al clima, agricultura resiliente al clima y desarrollo resiliente al clima. La mayoría de los enfoques objetivos para medir la resiliencia climática utilizan definiciones fijas y transparentes de resiliencia, y permiten comparar diferentes grupos de personas a través de métricas estandarizadas.

## Definición
La definición de resiliencia climática es muy debatida, tanto en términos conceptuales como prácticos. Los temas clave incluyen: cómo la resiliencia se relaciona con la adaptación al cambio climático; la medida en que debería abarcar enfoques basados en actores versus sistemas para mejorar la estabilidad; y su relación con la teoría del equilibrio de la naturaleza o visión del equilibrio homeostático de los sistemas ecológicos.
Actualmente, la mayor parte del trabajo relacionado con la resiliencia climática se ha centrado en las acciones realizadas para mantener los sistemas y estructuras existentes. Esto se relaciona en gran medida con la capacidad de los sistemas socioecológicos para resistir choques y mantener la integridad de las relaciones funcionales frente a fuerzas externas. Sin embargo, existe un consenso creciente en la literatura académica de que las acciones realizadas para inducir cambios estructurales también deben ser reconocidas dentro de la definición de resiliencia. Las tres capacidades básicas que se entienden bajo la definición común son de absorción, adaptación y transformación, cada una de las cuales contribuye con diferentes factores a los esfuerzos del trabajo de resiliencia. Esto incluye la capacidad de los sistemas socioecológicos para renovarse y desarrollarse, y utilizar las perturbaciones como oportunidades para la innovación y la evolución de nuevos caminos que mejoren la capacidad del sistema para adaptarse a los cambios macroscópicos.

## Conceptos relacionados

### Adaptación del cambio climático
El hecho de que la resiliencia climática abarque una función dual, tanto para absorber impactos como para autorrenovarse, es el principal medio por el cual se puede diferenciar del concepto de adaptación climática. En general, la adaptación se ve como un grupo de procesos y acciones que ayudan a un sistema a absorber los cambios que ya han ocurrido o que se puede predecir que ocurrirán en el futuro. Para el caso específico del cambio ambiental y la adaptación climática, muchos argumentan que la adaptación debería definirse estrictamente como algo que abarca solo procesos y acciones de toma de decisiones activas; en otras palabras, cambios deliberados realizados en respuesta al cambio climático.
Por supuesto, esta caracterización es muy discutible: después de todo, la adaptación también puede usarse para describir procesos naturales e involuntarios por los cuales los organismos, las poblaciones, los ecosistemas y quizás incluso los sistemas socioecológicos evolucionan después de la aplicación de ciertas tensiones externas. Sin embargo, a los efectos de diferenciar la adaptación climática y la resiliencia climática desde el punto de vista de la formulación de políticas, podemos contrastar la noción activa y centrada en el actor de la adaptación con la resiliencia, que sería un enfoque más basado en sistemas para construir redes socioecológicas que son inherentemente capaces no solo de absorber cambios, sino también de utilizar esos cambios para desarrollar configuraciones más eficientes.

### Vulnerabilidad al cambio climático
Si la definición de resiliencia es la capacidad de recuperarse de un evento negativo, en este caso el cambio climático, entonces hablando de preparativos previos y estrategias para la recuperación (también conocidas como adaptaciones), así como poblaciones que son más o menos capaces de desarrollar e implementar una estrategia de resiliencia (también conocidas como poblaciones vulnerables) son esenciales. Esto se enmarca dentro de los supuestos impactos perjudiciales del cambio climático en los ecosistemas y los servicios de los ecosistemas.
Es importante tener en cuenta que los esfuerzos para mejorar la resiliencia pueden generar resultados adaptativos, desadaptativos o incluso ambos. Al considerar la desigualdad con la adaptación, podemos centrarnos en la justicia distributiva, cuya intención es maximizar los beneficios y promover la participación de las comunidades más desfavorecidas. Identificar a una comunidad o población como vulnerable puede generar sesgos debido a los diferentes factores que se negocian en el término vulnerable. La vulnerabilidad de resultado (centrada en medidas cuantitativas) y la vulnerabilidad contextual (centrada en medidas cualitativas) son dos aspectos que se deben considerar al unísono para lograr una comprensión integral del estado vulnerable de una comunidad. Debido a que el nivel de vulnerabilidad de una población cambia constantemente (al igual que las amenazas y los impactos del cambio climático), los esfuerzos para proporcionar estrategias de adaptación deben ofrecer múltiples oportunidades y resultados.
La vulnerabilidad al cambio climático (o vulnerabilidad climática o vulnerabilidad al riesgo climático) se define como la "propensión o predisposición a verse afectado negativamente" por el cambio climático. Puede aplicarse a los humanos pero también a los sistemas naturales (ecosistemas). La vulnerabilidad al cambio climático abarca "una variedad de conceptos y elementos, incluida la sensibilidad o susceptibilidad al daño y la falta de capacidad para hacer frente y adaptarse".  La vulnerabilidad es un componente del riesgo climático. La vulnerabilidad difiere dentro de las comunidades y entre sociedades, regiones y países, y puede cambiar con el tiempo. Aproximadamente entre 3300 y 3600 millones de personas viven en contextos que son altamente vulnerables al cambio climático en 2021. La vulnerabilidad humana y de los ecosistemas es interdependiente.
La vulnerabilidad de los ecosistemas y las personas al cambio climático está impulsada por ciertos patrones de desarrollo insostenibles como "uso insostenible de los océanos y la tierra, inequidad, marginación, patrones históricos y actuales de inequidad como el colonialismo y la gobernanza". Por lo tanto, la vulnerabilidad es mayor en lugares con "pobreza, desafíos de gobernabilidad y acceso limitado a servicios y recursos básicos, conflicto violento y altos niveles de medios de vida sensibles al clima (p. ej., pequeños agricultores, pastores, comunidades pesqueras)".

### Resiliencia Educativa
La escuela es un órgano privilegiado para la construcción de resiliencia ya que en ella se desarrollan no solo procesos de aprendizaje sino procesos más complejos de socialización y desarrollo subjetivo. Para generar sujetos capaces de desenvolverse en su mundo con respuestas saludables, es necesario construir resiliencia. Y en esta construcción, los docentes son agentes privilegiados que pueden oficiar como tutores y guías de la resiliencia de sus alumnos.
La resiliencia es una novedosa perspectiva sobre el desarrollo humano, contraria al determinismo genético y al determinismo social, que explica esa cualidad humana universal que está en todo tipo de personas y en todas las situaciones difíciles y contextos desfavorecidos que permite hacer frente a las adversidades y salir fortalecido de las experiencias negativas (Vanistaendel, 2002).
Lógicamente y como no podía ser de otro modo, los principales escenarios en los cuales se desarrolla la resiliencia coinciden con las instituciones principales de socialización: familia y escuela. En ambos escenarios, los dos de interés para el área de intervención psicopedagógica, se encuentran algunos de los factores de protección y conveniente desarrollo de la capacidad de resiliencia (Theis, 2003; Cyrulnick, 2002). El niño, ante situaciones traumáticas, además de sus propios recursos (C.I. elevado, capacidad de planificación competencias relacionales, alta autoestima…) que pueden y deben potenciarse en los ámbitos familiar y escolar, debería disponer de otros “mecanismos protectores” (Theis, 2003: 55) que favorecerán su capacidad de resiliencia:
• una buena relación con al menos uno de los padres o miembros de la familia más próxima
• apoyo social fuera de la familia, proporcionado por un vecino o un profesor.

#### Educación sobre el cambio climático
La educación sobre el cambio climático (ECC) es una disciplina educativa enfocada en desarrollar respuestas efectivas al cambio climático. Su objetivo es que los estudiantes comprendan las causas y consecuencias de este fenómeno, preparándolos para enfrentar sus impactos y capacitándolos para adoptar estilos de vida más sostenibles. Además de promover la alfabetización climática, la ECC impulsa un cambio de mentalidad hacia la mitigación del cambio climático.
El cambio climático y la educación sobre este tema son desafíos globales que pueden integrarse en los currículos escolares, ofreciendo un aprendizaje contextualizado que fomente una comprensión profunda de las diversas estrategias para abordar este fenómeno.

### Ciudadanía verde
La ciudadanía verde es un enfoque que busca empoderar a los individuos, especialmente a niños y jóvenes, para que adquieran los conocimientos, valores y habilidades necesarias para actuar a favor del medioambiente. Este enfoque permite a los estudiantes convertirse en agentes de cambio ante los desafíos globales del cambio climático y la pérdida de biodiversidad.
La educación tiene un rol central en tres áreas clave para avanzar hacia una economía descarbonizada y resiliente al cambio climático. En primer lugar, debe proporcionar a los estudiantes el conocimiento científico necesario para comprender la crisis climática y la biodiversidad. En segundo lugar, las escuelas deben garantizar la continuidad del aprendizaje incluso durante eventos climáticos extremos. Finalmente, las instituciones educativas deben adoptar prácticas sostenibles en su infraestructura para reducir las emisiones de gases de efecto invernadero (GEI).
El desarrollo de una ciudadanía verde implica el fortalecimiento de tres dimensiones fundamentales en los estudiantes:
1. Conocimiento: Los jóvenes deben recibir formación basada en evidencias científicas sobre temas clave como la biodiversidad, el cambio climático y sus impactos. Este conocimiento es esencial para que puedan tomar decisiones fundamentadas y evaluar las diferentes opciones de mitigación y adaptación ante el cambio climático.
2. Valores: Es crucial que los estudiantes desarrollen un sentido de responsabilidad hacia el medioambiente. La educación debe fomentar valores como el respeto por la naturaleza, la solidaridad y el sentido de justicia, permitiendo que los jóvenes comprendan cómo sus acciones locales pueden tener un impacto global.
3. Capacidad de acción: Los estudiantes deben adquirir habilidades transversales como la resolución de problemas, el pensamiento crítico, la colaboración y el liderazgo. Estas competencias les permitirán no solo enfrentar los retos climáticos actuales, sino también participar activamente en la búsqueda de soluciones sostenibles, tanto a nivel individual como colectivo.

La ciudadanía verde también está vinculada al desarrollo de habilidades técnicas que preparan a los jóvenes para los trabajos verdes. La transición hacia una economía sostenible requiere que los sistemas educativos, en particular los de educación técnica y superior, se coordinen con las estrategias nacionales de descarbonización para garantizar que los estudiantes estén preparados para aprovechar las oportunidades laborales emergentes.

## Componentes
La construcción de la resiliencia climática es una tarea muy integral que involucra una variedad ecléctica de actores y agentes: individuos, organizaciones comunitarias, organismos micropolíticos, corporaciones, gobiernos a nivel local, estatal y nacional, así como organizaciones internacionales.En esencia, acciones que refuerzan la resiliencia climática son aquellas que realzarán la adaptación de la capacidad social, industrial, e infraestructuras medioambientales que pueden mitigar los efectos del cambio climático. Actualmente, la búsqueda señala que el mayor indicador de resiliencia climática exitosa son los esfuerzos a toda escala de una red preexistente bien desarrollada de instituciones sociales, políticas, económicas y financieras que ya está posicionada para asumir de manera efectiva el trabajo de identificar y abordar los problemas y riesgos que plantea el cambio climático. Las ciudades, los estados y las naciones que ya han desarrollado tales redes, como se esperaba, generalmente tendrán ingresos netos y PIB mucho más altos.
Por lo tanto, se puede ver que integrado dentro de la tarea de construir resiliencia climática a cualquier escala, estará la superación de las inequidades socioeconómicas macroscópicas: en muchos sentidos, facilitar la construcción de comunidades resilientes al clima en todo el mundo requerirá que las agencias nacionales e internacionales aborden los problemas de pobreza global, desarrollo industrial y justicia alimentaria . Sin embargo, esto no significa que las acciones para mejorar la resiliencia climática no se puedan tomar en tiempo real en todos los niveles, aunque la evidencia sugiere que las ciudades y naciones más resilientes al clima han acumulado esta resiliencia a través de sus respuestas a desastres meteorológicos anteriores. Quizás aún más importante, la evidencia empírica sugiere que la creación de estructuras resistentes al clima depende de una serie de reformas sociales y ambientales que solo se aprobaron con éxito debido a la presencia de ciertas estructuras sociopolíticas como la democracia, los movimientos activistas y la descentralización del gobierno.

### Marco de resiliencia climática
El marco de resiliencia climática puede mejorar a equipar gobiernos y legisladores para desarrollar soluciones sostenibles que combatan los efectos de cambio climático. Para empezar con, resiliencia climática, establece la idea de multi-estable sistemas ecológicos- sociales (los sistemas ecológicos-sociales de hecho pueden estabilizar multitud de estados posibles). En segundo lugar, la resiliencia climática ha jugado una función crítica en enfatizar la importancia de acción preventiva al evaluarlos efectos del cambio climático. A pesar de que la adaptación siempre va a ser una consideración clave, haciendo los cambios después del hecho, se tiene una capacidad limitada para ayudar las comunidades y las naciones al lidiar con el cambio climático. Para construir la resiliencia climática, los gobiernos y legisladores, pueden tomar posturas más comprensibles para mitigar los daños causados por los impactos del cambio climático antes que ocurran.  Finalmente, una perspectiva de resiliencia climática fomenta una mayor conectividad entre escalas de los sistemas. La creación de mecanismos de adaptación que ocurren de forma aislada a nivel local, estatal o nacional puede dejar vulnerable al sistema socioecológico general.. Un marco basado en la resiliencia requeriría muchas más conversaciones cruzadas y la creación de protecciones ambientales que se generen e implementen de manera más holística.

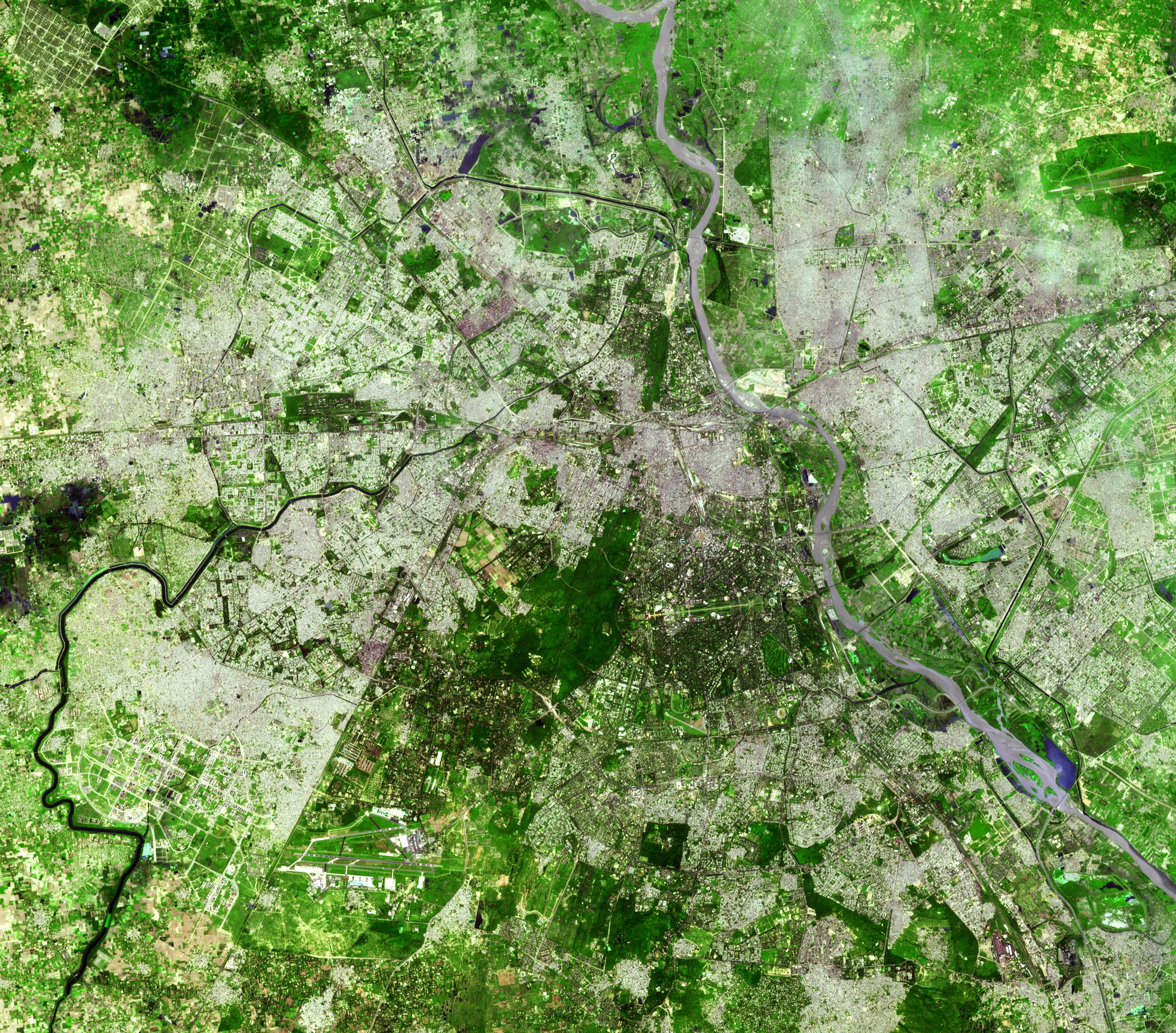
Una vista aérea de Delhi, India donde los bosques urbanos están siendo desarrollados para mejorar la resistencia de tiempo y resiliencia climática de la ciudad

### Desarrollo resiliente al clima
El desarrollo resiliente al clima "integra las medidas de adaptación y sus condiciones favorables con la mitigación para promover el desarrollo sostenible para todos". Implica cuestiones de equidad y transiciones del sistema, e incluye adaptaciones para la salud humana, del ecosistema y del planeta. El desarrollo resiliente al clima se facilita mediante el desarrollo de asociaciones con grupos tradicionalmente marginados, incluidas mujeres, jóvenes, pueblos indígenas, comunidades locales y minorías étnicas.

### Infraestructura resiliente al clima
Las fallas de infraestructura pueden tener consecuencias de amplio alcance que se extienden más allá del sitio del evento original y por una duración considerable después de la falla inmediata. Además, el aumento de la interdependencia del sistema de infraestructura de confianza, en combinación con los efectos del cambio climático y el crecimiento de la población, contribuyen a aumentar la vulnerabilidad y la exposición, y a una mayor probabilidad de fallas catastróficas. Para reducir esta vulnerabilidad, y en reconocimiento de los recursos limitados y la incertidumbre futura sobre las proyecciones climáticas, la infraestructura duradera nueva y existente debe someterse a un análisis económico y de ingeniería basado en el riesgo para asignar recursos y diseñar adecuadamente para la resiliencia climática.
La incorporación de proyecciones climáticas en los estándares de diseño de edificios e infraestructuras, los criterios de inversión y evaluación y los códigos modelo de construcción no son comunes en la actualidad. Las entidades públicas han desarrollado algunas pautas de resiliencia y marcos informados sobre el riesgo. Dichos manuales pueden ofrecer orientación para métodos de diseño adaptativo, caracterización de extremos, desarrollo de criterios de diseño de inundaciones, cálculo de carga de inundación y la aplicación de principios de gestión de riesgos adaptables para los extremos climáticos/meteorológicos más severos. Un ejemplo son las "Pautas de diseño de resiliencia climática" de la ciudad de Nueva York.

### Protocolos de preparación para desastres
A niveles gubernamentales más grandes, se están implementando programas generales para mejorar la resiliencia climática a través de una mayor preparación para desastres. Por ejemplo, en casos como el de Noruega, incluye el desarrollo de sistemas de alerta temprana más sensibles y de mayor alcance para eventos climáticos extremos, la creación de fuentes de energía eléctrica de emergencia, sistemas mejorados de transporte público y más.

### Agricultura resiliente al clima
Se retrasarán múltiples retornos de la agricultura resiliente al clima. Una de las estrategias de la India, es el monitoreo receptivo de cultivos, no se puede planificar. Si bien el gobierno está trabajando para crear sistemas para guiar a los agricultores en situaciones específicas, la agricultura de respuesta depende de la dirección del cambio climático. Además, invertir en razas de ganado tolerantes disminuirá la producción a corto plazo. El atractivo del ganado tolerante radica en su capacidad para resistir los cambios en el medio ambiente a medida que empeora el cambio climático. Estas incertidumbres inmediatas son parte del objetivo de India de promover la salud ambiental para apoyar la producción agrícola a largo plazo. La gestión de la oferta y la demanda se puede mencionar entre todas las formas de aumentar la resiliencia agrícola.
Iniciativas similares se implementan a escala local en todo el mundo. En los Estados Unidos, el Departamento de Agricultura del estado de Nueva York inició su programa de Agricultura Resiliente al Clima. Este programa tiene como objetivo reducir el impacto del cambio climático en la agricultura y mitigar el impacto de la agricultura en el cambio climático. Promueve ideas similares a las de la India, incluida la gestión del agua y la promoción de la salud del suelo. La programación resistente al clima también proporciona fondos para ayudar a los agricultores a reducir el metano y almacenar adecuadamente los desechos agrícolas. El enfoque del estado de Nueva York en la reducción de las emisiones de gases de efecto invernadero equilibra el desarrollo de una agricultura resiliente al clima y la desaceleración del cambio climático.
El apoyo del gobierno de esta intersección se utiliza para apoyar el cambio entre los agricultores individuales. A medida que aumenta la variabilidad climática, los costos asociados con la promoción de la resiliencia climática aumentan en comparación. El riesgo de invertir en razas tolerantes, el manejo del suelo y el cuidado ambiental adecuado, también puede ser desalentador para los pequeños agricultores. Estas personas han informado que dudan en implementar las prácticas sugeridas, como reducir el tamaño del rebaño para promover el pastoreo saludable para el suelo. La popularidad de la agricultura resiliente al clima entre los agricultores de subsistencia ayuda a facilitar la transición a un sistema resiliente al clima. Además de desarrollar nuevas técnicas, los agricultores pueden utilizar técnicas que ya conocían, como la agricultura sin labranza y los cultivos de cobertura.

## Mediciones
Los gobiernos y las agencias de desarrollo están gastando cantidades cada vez mayores de financiación para apoyar las intervenciones de creación de resiliencia. La medición de la resiliencia puede hacer contribuciones valiosas para orientar las asignaciones de recursos hacia el desarrollo de la resiliencia. Esto incluye: identificación específica de puntos críticos de vulnerabilidad; mejor comprensión de los impulsores de la resiliencia; y herramientas para inferir el impacto y la eficacia de las intervenciones de fomento de la resiliencia. En los últimos años, ha surgido una gran cantidad de herramientas de medición de la resiliencia, que ofrecen formas de rastrear y medir la resiliencia en una variedad de escalas, desde individuos y hogares hasta comunidades y naciones.
Los esfuerzos para medir la resiliencia climática actualmente enfrentan una serie de desafíos técnicos. En primer lugar, la definición de resiliencia está muy cuestionada, lo que dificulta la elección de características e indicadores apropiados para realizar un seguimiento. En segundo lugar, la resiliencia de los hogares o las comunidades no se puede medir con una única métrica observable. La resiliencia se compone de una serie de procesos y características, muchos de los cuales son intangibles y difíciles de observar (como el capital social ). Como resultado, muchos conjuntos de herramientas de resiliencia recurren al uso de grandes listas de indicadores indirectos.
La mayoría de las iniciativas recientes para medir la resiliencia en contextos de desarrollo rural comparten dos deficiencias: complejidad y alto costo. USAID publicó una guía de campo para evaluar la resiliencia climática en las cadenas de suministro de los pequeños agricultores .
La mayoría de los enfoques objetivos utilizan definiciones fijas y transparentes de resiliencia y permiten comparar diferentes grupos de personas a través de métricas estandarizadas. Sin embargo, dado que muchos procesos y capacidades de resiliencia son intangibles, los enfoques objetivos dependen en gran medida de sustitutos toscos. Los ejemplos de medidas objetivas de uso común incluyen la Medición y análisis del índice de resiliencia y el Cambio de los medios de vida a lo largo del tiempo.
Los enfoques subjetivos de la medición de la resiliencia tienen una visión contrastante. Asumen que las personas tienen una comprensión válida de su propia resiliencia y buscan tener en cuenta las percepciones en el proceso de medición. Desafían la noción de que los expertos son los más indicados para evaluar la vida de otras personas. Los enfoques subjetivos utilizan el propio juicio de las personas sobre lo que constituye la resiliencia y les permite autoevaluarse en consecuencia. Un ejemplo es el puntaje de resiliencia evaluado subjetivamente.

## Historia
La base teórica para muchos de las ideas centrales a resiliencia climática de hecho ha existido desde los 1960s. Originalmente una idea definida para estrictamente sistemas ecológicos, resiliencia en la ecología era inicialmente perfilada por C.S. Holling como la capacidad de los sistemas ecológicos y las relaciones dentro de esos sistemas para persistir y absorber cambios en "variables de estado, variables impulsoras y parámetros"  Esta definición ayudó a formar la base de la noción de equilibrio ecológico: la idea de que el comportamiento de los ecosistemas naturales está dictado por un impulso homeostático hacia algún punto fijo estable. Bajo esta escuela de pensamiento (que mantuvo un estado bastante dominante durante este período), se percibía que los ecosistemas respondían a las perturbaciones en gran medida a través de sistemas de retroalimentación negativa: si hay un cambio, el ecosistema actuaría para mitigar ese cambio tanto como sea posible y intentar volver a su estado anterior.
A medida que se llevó a cabo una mayor cantidad de investigación científica en adaptación ecológica y manejo de recursos naturales, se hizo evidente que, a menudo, los sistemas naturales estaban sujetos a comportamientos dinámicos y transitorios que cambiaban la forma en que reaccionaban a cambios significativos en las variables de estado: en lugar de retroceder hacia un estado predeterminado de equilibrio, el cambio absorbido se aprovechó para establecer una nueva línea de base bajo la cual operar. En lugar de minimizar los cambios impuestos, los ecosistemas podrían integrar y gestionar esos cambios y utilizarlos para impulsar la evolución de nuevas características. Esta nueva perspectiva de resiliencia como un concepto que inherentemente funciona de manera sinérgica con elementos de incertidumbre y entropía primero comenzó a facilitar cambios en el campo de la gestión adaptativa y los recursos ambientales, a través del trabajo cuya base fue construida por Holling y sus colegas una vez más.
A mediados de la década de 1970, la resiliencia comenzó a ganar impulso como idea en la antropología, la teoría de la cultura y otras ciencias sociales . Hubo un trabajo significativo en estos campos relativamente no tradicionales que ayudaron a facilitar la evolución de la perspectiva de la resiliencia en su conjunto. Parte de la razón por la cual la resiliencia comenzó a alejarse de una visión centrada en el equilibrio y hacia una descripción más flexible y maleable de los sistemas socio-ecológicos se debió a trabajos como el de Andrew Vayda y Bonnie McCay en el campo de la antropología social, donde los más modernos Se desplegaron versiones de resiliencia para desafiar los ideales tradicionales de la dinámica cultural.
Finalmente, a fines de la década de 1980 y principios de la de 1990, la resiliencia había cambiado fundamentalmente como marco teórico. Ahora no solo era aplicable a los sistemas socioecológicos, sino que, lo que es más importante, la resiliencia ahora incorporaba y enfatizaba ideas de gestión, integración y utilización del cambio en lugar de simplemente describir las reacciones al cambio. La resiliencia ya no se trataba solo de absorber impactos, sino también de aprovechar los cambios provocados por tensiones externas para catalizar la evolución del sistema socioecológico en cuestión.